# 스웨덴 공주 메르타
스웨덴 공주 메르타(스웨덴어: Märtha av Sverige, 1901년 3월 28일 ~ 1954년 4월 5일)는 스웨덴의 국왕 오스카르 2세의 손녀이며 노르웨이의 올라프 왕세자(훗날의 올라프 5세)의 배우자이다.